# Bulbostylis clarkeana
Bulbostylis clarkeana är en halvgräsart som beskrevs av John Hutchinson och Pierre Henri Hippolyte Bodard. Bulbostylis clarkeana ingår i släktet Bulbostylis och familjen halvgräs. IUCN kategoriserar arten globalt som nära hotad. Inga underarter finns listade i Catalogue of Life.